# 726 Joëlla
726 Joëlla è un asteroide della fascia principale del diametro medio di circa 44,02 km. Scoperto nel 1911, presenta un'orbita caratterizzata da un semiasse maggiore pari a 2,5655758 UA e da un'eccentricità di 0,2847973, inclinata di 15,40991° rispetto all'eclittica.
Il suo nome è in onore dello scopritore, Joel Hastings Metcalf.